# Конгрегация евангелизации народов
Конгрегация евангелизации народов (лат. Congregatio pro Gentium Evangelizatione) — одна из девяти упразднённых конгрегаций Римской курии, которая занималась вопросами евангелизации и миссионерства.
Возглавлял конгрегацию до 5 июня 2022 года кардинал-префект кардинал Луис Антонио Гоким Тагле, секретарь — Протасе Ругамбва.

## История
В начале XVI века были предприняты первые попытки создать при Римской курии организацию, занимающуюся миссионерской деятельностью, главным образом в Америке и Африке. В 1568 с этой целью Святым Престолом была создана Комиссия Кардиналов. 22 июня 1622 буллой Inscrutabili divinae providentiae папы Григория XV была создана Конгрегация пропаганды веры (Sacra Congregatio de Propaganda Fide).
Задачами Конгрегации была подготовка миссионеров, обеспечение миссий духовной литературой, противодействие использованию христианской миссии в политических целях. Позднее Конгрегации пропаганды веры был подчинён Папский Урбанианский университет, предназначенный для обучения будущих миссионеров.
В 1862 год в рамках конгрегации была образована Конгрегация по делам восточных церквей, которая с 1917 стала самостоятельной куриальной конгрегацией.
В 1988 году папа Иоанн Павел II преобразовал Конгрегацию пропаганды веры в Конгрегацию евангелизации народов (апостольская конституция «Pastor Bonus»).
С 5 июня 2022 года Конгрегация евангелизации народов совместно с Папским Советом по содействию новой евангелизации вошла в состав единой Дикастерии по евангелизации, согласно новой апостольской конституции «Praedicate Evangelium»).

## Структура и обязанности
Задачи конгрегации — координация миссионерской деятельности, содействие в подготовке местного клира. На миссионерских территориях только ей принадлежит право создавать миссионерские церковные структуры, ей подчиняются все миссионерские монашеские ордена и конгрегации.
В состав конгрегации входили Комиссия по пересмотру синодов, уставов епископских конференций, конституций миссионерских обществ апостольской жизни и уставов семинарий; Папская коллекта для Африки, организующая сбор пожертвований; Папская миссия по распространению веры и другие организации.

## Кардинал-префект
- Антонио Мария Саули — (1622);
- Людовико Людовизи — (12 ноября 1622 — 18 ноября 1632);
- Антонио Барберини — (1 декабря 1632 — 3 августа 1671);
- Палуццо Палуцци Альтьери дельи Альбертони — (2 августа 1671 — 29 июня 1698);
- Карло Барберини — (17 июля 1698 — 2 октября 1704);
- Джузеппе Сакрипанте — (1704—1727);
- Винченцо Петра — (1727—1747);
- Сильвио Валенти Гонзага — (27 марта 1747 — 28 августа 1756);
- Джузеппе Спинелли — (11 сентября 1756 — 12 апреля 1763);
- Джузеппе Мария Кастелли — (1763—1780);
- Леонардо Антонелли — (2 мая 1780 — 27 февраля 1795);
- Гиацинт Сигизмунд Гердил, C.R.S.P. — (27 февраля 1795 — 12 августа 1802);
- Стефано Борджиа — про-префект (1798—1800); префект (1802—1804);
- Антонио Дуньяни — про-префект (1804—1805);
- Микеле Ди Пьетро — про-префект (24 мая 1805 — 20 мая 1814);
- Лоренцо Литта — (20 мая 1814 — 24 сентября 1818);
- Франческо Луиджи Фонтана, C.R.S.P. — (24 сентября 1818 — 19 марта 1822);
- Эрколе Консальви — про-префект (23 марта 1822 — 13 января 1824), префект (13 января 1824 — 24 января 1824);
- Джулио Мария делла Сомалья — про-префект (24 января 1824 — 1 октября 1826);
- Бартоломео Альберто Капеллари, O.S.B.Cam. — (1826—1831);
- Карло Мария Педичини — (4 февраля 1831 — 1 января 1834);
- Джакомо Филиппо Франсони — (1834—1856);
- Алессандро Барнабо — (1856—1874);
- Алессандро Франки — (1874—1878);
- Джованни Симеони — (1878—1892);
- Мечислав Ледуховский — (1892—1902);
- Джироламо Мария Готти — (1902—1916);
- Доменико Серафини — (1916—1918);
- Виллем ван Россум — (1918—1932);
- Пьетро Фумасони Бьонди — (1933—1960);
- Сэмюэль Стритч — (про-префект 1958);
- Григорий-Пётр XV Агаджанян — (про-префект 1958—1960, префект 1960—1970);
- Агнелу Росси — (1970—1984);
  - Дермот Райан — (про-префект 1984—1985);
- Йозеф Томко — (про-префект 1985, префект 1985—2001);
- Крешенцио Сепе — (2001—2006);
- Иван Диас — (2006—2011);
- Фернандо Филони — (2011—2019);
- Луис Антонио Гоким Тагле — (2019—2022).

## Секретари
- монсеньор Николо Мария Антонелли — (1 марта 1757 — 24 сентября 1759 — возведён в кардиналы);
- монсеньор Марио Компаньони Марефоски — (24 сентября 1759 — 10 сентября 1770 — возведён в кардиналы);
- монсеньор Стефано Борджиа — (10 сентября 1770 — 30 марта 1789 — возведён в кардиналы);
- архиепископ Антонио Феличе Дзондадари — (30 марта 1789 — 1 июня 1795 — назначен архиепископом Сиены);
- архиепископ Чезаре Бранкадоро — (7 июня 1797 — 11 августа 1800 — назначен епископом Орвьето);
- монсеньор Джованни Баттиста Кварантотти — (11 августа 1800 — 8 марта 1816 — возведён в кардиналы);
- монсеньор Карло Мария Педичини — (22 июля 1816 — 10 марта 1823 — возведён в кардиналы);
- архиепископ Пьетро Капрано — (10 марта 1823 — 15 декабря 1828, в отставке);
- монсеньор Каструччо Кастракане дельи Антельминелли — (15 декабря 1828 — 15 апреля 1833 — возведён в кардиналы);
- монсеньор Анджело Май — (15 апреля 1833 — 12 февраля 1838 — возведён в кардиналы);
- архиепископ Иньяцио Джованни Кадолини — (12 февраля 1838 — 30 января 1843 — назначен архиепископом Феррары);

...
- архиепископ Гаэтано Бедини — (20 июня 1856 — 18 марта 1861 — назначен епископом Витербо и Тосканеллы);
- монсеньор Аннибале Капальти — (30 марта 1861 — 13 марта 1868 — возведён в кардиналы);

...
- монсеньор Иньяцио Мазотти — (26 сентября 1879 — 30 марта 1882 — назначен секретарём Священной Конгрегации по делам епископов и монашествующих);
- монсеньор Мариано Рамполла дель Тиндаро — (16 ноября 1880 — 1 декабря 1882 — назначен титулярным архиепископом Эраклеи Европейской);
- архиепископ Доменико Мария Якобини — (30 марта 1882 — 16 июня 1891 — назначен апостольским нунцием в Португалии);
- архиепископ Иньяцио Персико — (16 июня 1891 — 30 мая 1893, вместе с Андреа Аюти);
  - архиепископ Агостино Часка — (19 сентября 1892 — 4 июля 1893 — назначен секретарём);
- кардинал Агостино Часка — (4 июля 1893 — 6 февраля 1902, до смерти);

...
- монсеньор Камилло Лауренти — (12 августа 1911 — 13 июня 1921 — возведён в кардиналы);
- архиепископ Пьетро Фумасони Бьонди — (16 июня 1921 — 14 декабря 1922 — назначен апостольским делегатом в США);
- архиепископ Франческо Маркетти Сельваджани — (15 декабря 1922 — 30 июня 1930 — возведён в кардиналы);
- архиепископ Карло Салотти — (30 июня 1930 — 20 декабря 1935 — возведён в кардиналы);
- архиепископ Чельсо Бениньо Луиджи Костантини — (20 декабря 1935 — 12 января 1953 — возведён в кардиналы);
- архиепископ Филиппо Бернардини — (15 января 1953 — 26 августа 1954, до смерти);
- архиепископ Пьетро Сиджизмонди — (27 сентября 1954 — 25 мая 1967, до смерти);
- архиепископ Серджо Пиньедоли — (10 июня 1967 — 26 февраля 1973 — назначен председателем Секретариата по делам нехристиан);
- архиепископ Бернарден Гантен — (26 февраля 1973 — 19 декабря 1975 — назначен вице-председателем Папской комиссии справедливости и мира);
- кардинал Дурайсами Симон Лурдусами — (19 декабря 1975 — 30 октября 1985 — назначен префектом Конгрегации по делам Восточных Церквей);
- архиепископ Хосе Томас Санчес — (30 октября 1985 — 21 июня 1991, в отставке);
- архиепископ Джузеппе Уак — (21 июня 1991 — 18 января 1998, до смерти);
- архиепископ Марчелло Дзаго — (28 марта 1998 — 1 марта 2001, до смерти);
- архиепископ Робер Сара — (1 октября 2001 — 7 октября 2010 — назначен председателем Папского Совета Cor Unum);
- архиепископ Савио Хон Тай-Фай, S.D.B. — (23 декабря 2010 — 7 ноября 2017 — назначен апостольским нунцием в Греции);
- архиепископ Протасе Ругамбва — (7 ноября 2017 — 5 июня 2022).